# Gabriello Ginori
Conte Gabriello (Gabriele) Ginori (Firenze, marzo 1450 – Milano, 1510 ?) è stato un banchiere, politico e nobile italiano.

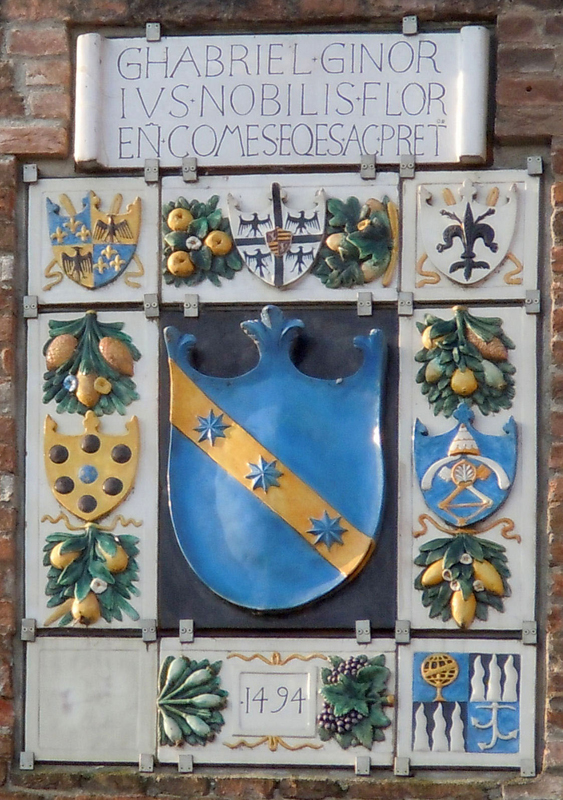
Mantova, l'arma del podestà Gabriele Ginori sulla Torre del podestà verso Piazza Broletto.

Figlio di Piero, fu il primo esponente della famiglia Ginori di Firenze ad ottenere un titolo nobiliare. Trovatosi a Milano alla corte di Ludovico il Moro ne conquistò la fiducia ricevendo l'incarico di consigliere ducale. Ricoprì numerosi incarichi: fu podestà di Reggio nel 1480, di Novara nel 1489, di Mantova dal novembre 1493 al 1494 e infine di Milano nel 1494.
Quello stesso anno l'imperatore Massimiliano I scese in Italia per combattere a fianco del Moro contro Carlo VIII di Francia; distintosi in battaglia il Ginori ebbe in premio il titolo di conte palatino. A Milano conobbe sicuramente anche Leonardo da Vinci, che citò un suo parente fiorentino (Pier Francesco) nel Codice Atlantico.